# Lenasco
Il Lenasco è un affluente dell'Adda, che scorre in provincia di Sondrio. 

## Descrizione
Nasce nei pressi del Passo Tremoncelli nel Parco Nazionale dello Stelvio e sfocia nell'Adda presso Mondadizza, frazione di Sondalo. Tradizionalmente segna il confine tra Mondadizza e la ex frazione di Bolladore, ora aggregata all'abitato di Sondalo.